# Força Naval Lituana

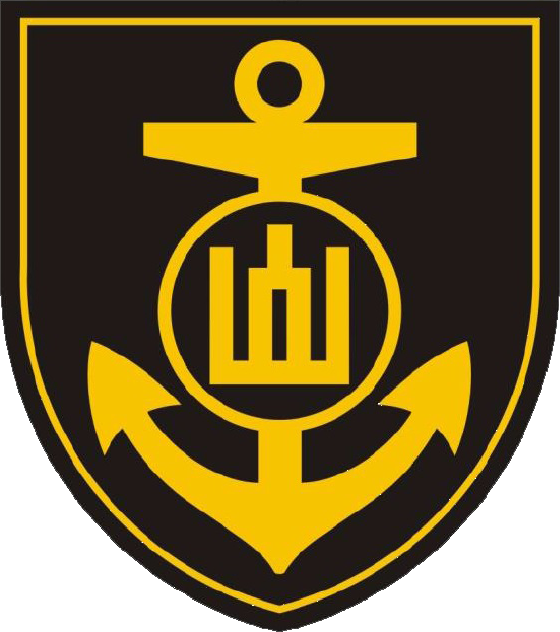
Insignia de la Força Naval Lituana

La Força Naval Lituana (en lituà: Lietuvos karinės jūrų pajėgos) és la branca de les Forces Armades de Lituània, la funció de la qual és la vigilància naval de Lituània. Encara que formalment va ser establerta l'1 d'agost de 1935 les seves arrels es remunten fins al període medieval amb els enfrontaments navals a la mar Bàltica. Unitats navals de Lituània van fer algun servei junt les forces navals soviètiques durant la Segona Guerra Mundial, i la marina s'ha restablert en el seu propi dret i continua expandint-se des de la independència de Lituània en 1990.

## Història
Encara que l'origen de la Força Naval Lituana es remunta al període entre la Primera i Segona Guerra Mundial, la història de la participació en batalles navals existia des de molt abans. La tribu bàltica dels Aistians que es va establir en les terres al costat de la Mar Bàltica construïen naus per a l'ús comercial i per a fins militars. A més a més, segons està documentat en els annals, d'altres tribus bàltiques del segle xiii, els Coronians i Samogitians, van tractar de destruir el castell de Riga des d'un atac naval. També se sap sobre la victòria de lituans en la batalla amb vaixells al riu Neman en la data en la qual el duc Vitenis va governar el Gran Ducat de Lituània. La victòria naval més coneguda i important es va aconseguir pel comandant Ena Karol Chodkiewicz el 24 de març 1609 quan va improvisar una petita flota i va assestar un cop per sorpresa a la marina de guerra sueca a la batalla de Salis.

## Establiment

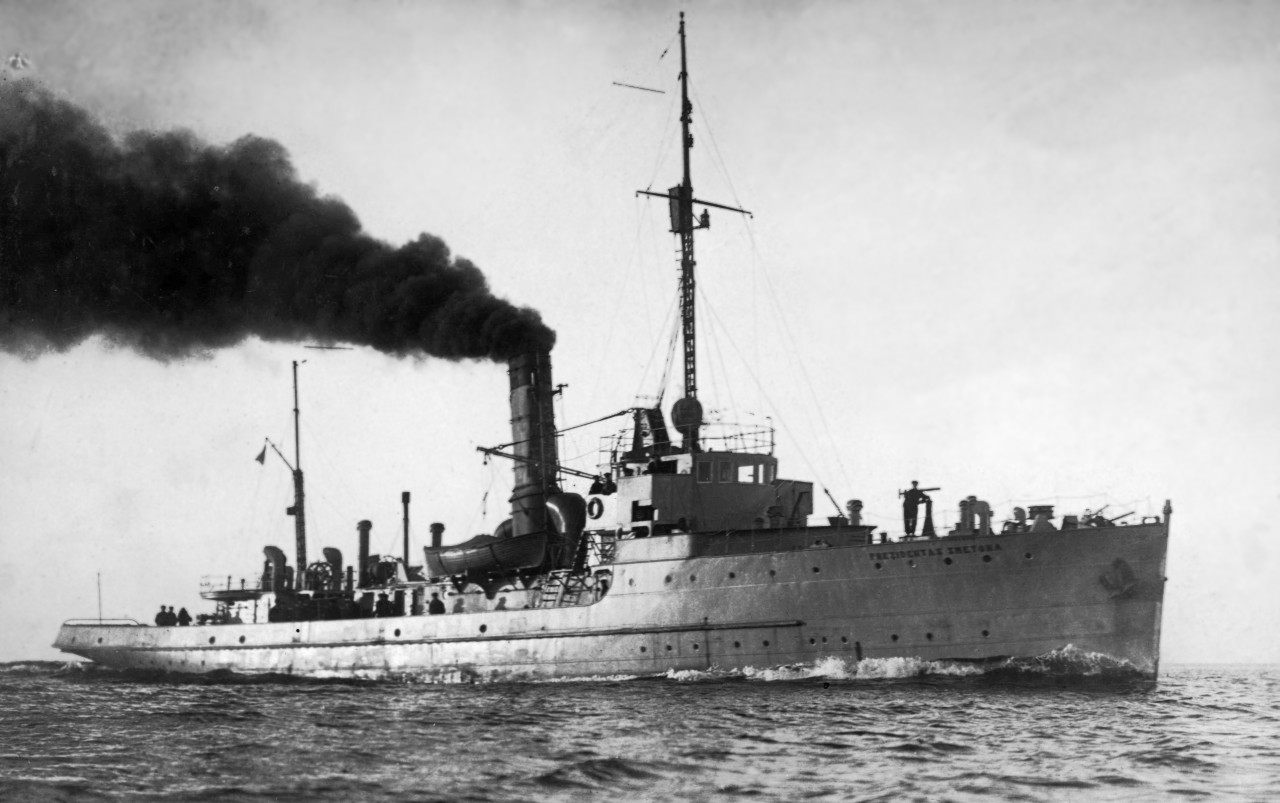
Vaixell de guerra lituà Prezidentas Smetona del període d'entreguerres, (1935)

Després de la Primera Guerra Mundial, el Govern de Lituània va tractar d'establir una força de defensa marítima. Tanmateix, a causa de diverses raons polítiques i econòmiques, solament es va poder fer parcialment. El 1923, Lituània va guanyar el control del port de Klaipėda i va començar el desenvolupament gradual de la força de defensa marítima. La compra d'un detector de mines el 1927 va ser un dels primers passos importants per posar en pràctica els objectius del Govern de Lituània. El vaixell Prezidentas Smetona (President Smetona) va ser utilitzat com a vaixell escola. El capità Antanas Kaskelis va ser assignat com a oficial al comandament de la nau. Diverses petites embarcacions realitzaven tasques de vigilància al port de Klaipėda. Els oficials de l'Armada van ser educats en l'estranger. L'1 d'agost de 1935, el comandant en cap de les Forces Armades de Lituània, el general Stasys Rastikis, va establir oficialment la Força Naval Lituana com una branca de les forces armades lituanes.

## L'impacte de la Segona Guerra Mundial
Abans del començament de la Segona Guerra Mundial el 22 de març de 1939, la regió de Klaipėda va ser ocupada per Alemanya. Tan bon punt va començar la guerra, els vaixells de guerra lituans van ser obligats a sortir de Klaipėda cap a Liepāja port de Letònia. Durant l'ocupació soviètica, la Força Naval Lituana es va unir a les forces de defensa marítima bàltiques de la Unió Soviètica. El vaixell Prezidentas Smetona va ser tornat a anomenar Korall i va participar en les batalles navals contra la marina de guerra alemanya. L'11 de gener de 1945, el vaixell va ser afectat per una mina i es va enfonsar al Golf de Finlàndia.

### Desenvolupament després de la declaració d'independència

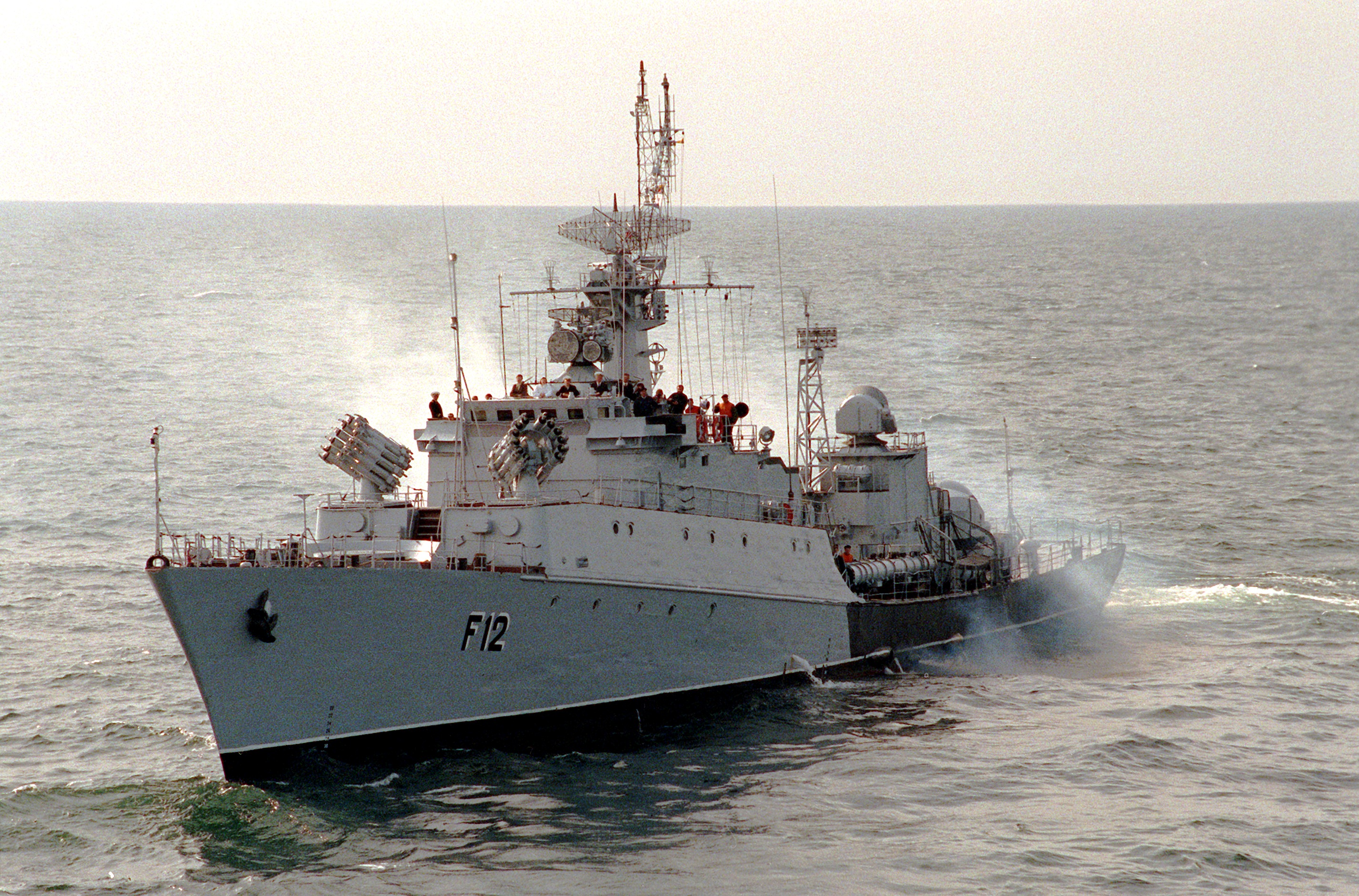
Fragata F12 "Aukštaitis" el 1993

Després de la declaració d'independència l'11 de març de 1990, Lituània va haver de restablir la seva sobirania, així com organitzar el sistema de defensa de l'estat. A partir d'aquest moment es van formar les unitats de les forces armades lituanes. El 4 de juliol de 1992, es va restablir l'Armada lituana. Juozapas Algis Leisis va ser nomenat comandant de l'esquadrilla de la Guarda Costera.
A la tardor de 1992, la Marina lituana va adquirir dues corbetes classe Grisha, Zemaitis (F11) i Aukstaitis (F12). Després del període de formació de la tripulació al juny de 1992 ambdues fragates van participar en l'exercici internacional «EUA. Baltops 93». Aquest va ser el començament de la cooperació internacional de la Força Naval Lituana amb altres marines.
Una altra fita en la història naval de Lituània va ser l'establiment de la Companyia de Vigilància Costera del mar el 1993, que més tard es va transformar en el Servei de Vigilància Costera del mar. L'1 d'abril de 2004, Lituània va esdevenir membre oficial de l'OTAN. Actualment, les forces navals de Lituània estan en un moment de ràpida modernització.

## Funció
Principals tasques de la Força Naval Lituana són: 
- Controlar, protegir i defensar el mar territorial i la zona econòmica exclusiva de la República de Lituània.
- La vigilància de la superfície sota l'aigua i el control de les aigües territorials.
- Operacions de remoció de mines.
- Activitats antiterroristes en el mar.
- Protecció i control de la navegació i la línia de mar.
- Operacions de cerca i rescat.